# Воробьёво (Венгеровский район)
Воробьёво — село в Венгеровском районе Новосибирской области России. Административный центр Воробьёвского сельсовета.

## История
В 1913 году в с. Воробьевском (ныне с. Воробьево) была построена деревянная однопрестольная церковь во имя Святителя и Чудотворца Николая.
К приходу относились: с. Воробьевское Барнаульского уезда, поселки: Никитинский, Сидоркинский, Таригино, Орловский, Осиновский, Лебяжинский, Воскресенский, Карасинский, Дубинкинский. Прихожан — 3599 чел. (по состоянию на 1914 год).
Согласно данным за 1914 год в храме служили:
- священник Василий Иванович Костылев (возраст 33 года); окончил к. 2-х Московских пастырских курсов; на службе с 1901 года; рукоположен во священника в 1911 году; в сем храме служит с 15 мая 1911 года.

- и. д. псаломщика Виталий Филиппович Юрьев (возраст 29 лет); из 3 класса Барнаульского Духовного училища;

состоит в настоящей должности с 17 ноября 1905 года и при сей церкви с 1913 года.

## География
Площадь села — 61 гектар.

## Население
| 2002 | 2007 | 2010 | 2012 | 2013 | 2014 | 2015 |
| ---- | ---- | ---- | ---- | ---- | ---- | ---- |
| 710  | ↘660 | ↘586 | ↘563 | ↘541 | ↗567 | ↘558 |
| 2016 | 2017 | 2018 | 2019 | 2020 | 2021 |      |
| ↘548 | ↘518 | ↘507 | ↘499 | ↘489 | ↘482 |      |

## Инфраструктура
В селе по данным на 2007 год функционируют 1 учреждение здравоохранения, 1 образовательнее учреждение.